# Uzenice
Uzenice é uma comuna checa localizada na região da Boêmia do Sul, distrito de Strakonice.